# Vilde Ingeborg Johansen
Vilde Ingeborg Johansen (* 25. Juli 1994 in Tønsberg, Norwegen) ist eine norwegische Handballspielerin, die dem Kader der norwegischen Nationalmannschaft angehörte.

## Karriere

### Im Verein
Vilde Ingeborg Johansen begann das Handballspielen beim norwegischen Verein Stag, für den sie bis zu ihrem 17. Lebensjahr auflief. Im Jahr 2011 wechselte die Kreisspielerin zu Larvik HK. Dort spielte Johansen in den ersten beiden Jahren für die 2. Damenmannschaft und rückte anschließend in den Kader der 1. Damenmannschaft auf, die in der höchsten norwegischen Spielklasse antrat. Mit Larvik gewann sie 4-mal die norwegische Meisterschaft sowie 3-mal den norwegischen Pokal. Weiterhin stand sie mit Larvik in der Saison 2014/15 im Finale der EHF Champions League, das mit 22:26 gegen den montenegrinischen Spitzenverein ŽRK Budućnost Podgorica verloren wurde. Im Sommer 2017 schloss sich Johansen dem Ligakonkurrenten Tertnes IL an. Ab der Saison 2019/20 stand sie beim dänischen Erstligisten Herning-Ikast Håndbold unter Vertrag, der sich im Jahr 2022 in Ikast Håndbold umbenannte. Mit Ikast gewann sie 2023 die EHF European League. Anschließend beendete sie ihre Karriere.

### In der Nationalmannschaft
Vilde Ingeborg Johansen gehörte dem Kader der norwegischen Jugend- und Juniorinnennationalmannschaft an. Für diese beiden Auswahlmannschaften bestritt sie nur wenige Länderspiele. So lief Vilde zwei Mal für die Jugend- sowie drei Mal für die Juniorinnenauswahl auf. Im März 2015 wurde sie erstmals in den Kader der norwegischen B-Nationalmannschaft berufen, für die sie in 13 Länderspielen insgesamt 34 Tore warf. Am 24. Juli 2015 gab sie ihr Debüt für die norwegische A-Nationalmannschaft. Vilde bestritt 13 A-Länderspiele, in denen sie zwei Treffer erzielte. Mit der norwegischen Auswahl gewann sie die Bronzemedaille bei den Olympischen Spielen in Tokio. Johansen erzielte im Turnierverlauf einen Treffer.